# La Campagne de Cicéron
Pour plus de détails, voir Fiche technique et Distribution.
La Campagne de Cicéron est un film français réalisé par Jacques Davila, sorti en 1990.

## Synopsis
Dans une maison de campagne isolée, trois femmes et quatre hommes se retrouvent : ils se croisent, se séduisent ou rompent au long de  belles journées estivales.

## Fiche technique
- Titre : La Campagne de Cicéron
- Réalisation : Jacques Davila
- Scénario : Jacques Davila, Michel Hairet et Gérard Frot-Coutaz
- Musique : Bruno Coulais
- Photographie : Jean-Bernard Menoud
- Montage : Christiane Lack
- Pays d'origine :  France
- Production : A.C.S. Ateliers Cinématographiques Sirventès - Les Films Aramis
- Format : Couleurs - 1,85:1 - Dolby Digital - 35 mm
- Genre : comédie dramatique
- Durée : 110 minutes
- Date de sortie : France - 14 mars 1990

## Distribution
- Tonie Marshall : Nathalie
- Sabine Haudepin : Françoise
- Jacques Bonnaffé : Hippolyte
- Michel Gautier : Christian
- Judith Magre : Hermance
- Jean Roquel : Charles-Henry
- Antoinette Moya : Simone
- Carlo Brandt : Simon
- Emmanuel Lemoine
- Jean-Pierre Olive
- Eduardo Yudi
- Jean-Jacques Moreau : Le metteur en scène
- Ingrid Bourgoin
- Pascal Sablier